# Klimaxvegetation

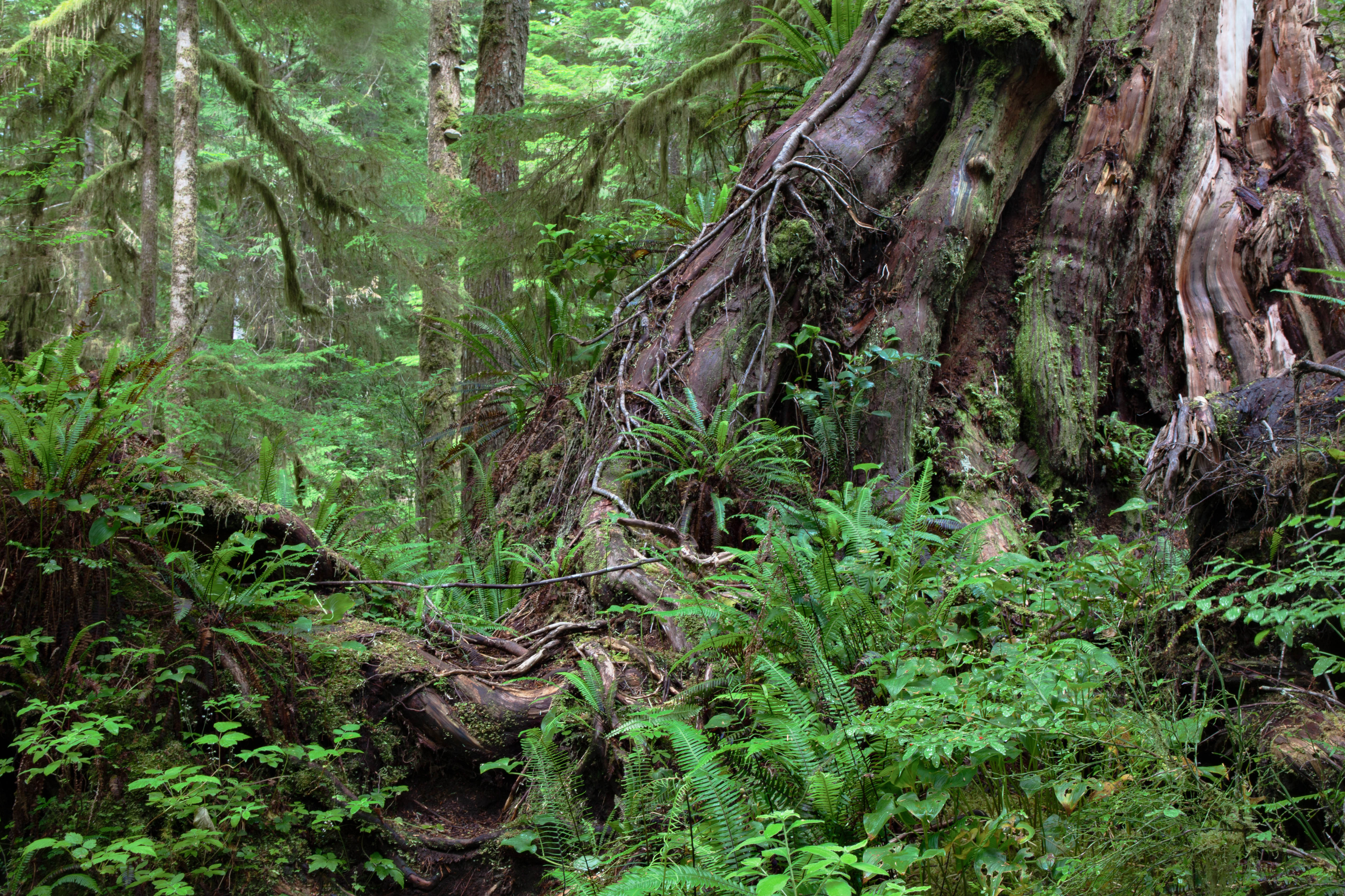
Beispiel: Gemäßigter Regenwald auf Vancouver Island in der Klimax: Bäume aller Altersklassen, maximale Biomasse, keine Störungen, dauerhafter Zustand

Als Klimaxvegetation wird in der Ökologie ein relativ stabiler Endzustand im Artenspektrum der Vegetation bezeichnet, der sich im Laufe der Sukzession an einem Standort herausbildet (nach griechisch Klimax ‚Leiter‘ bzw. ‚Endpunkt‘, oberste Sprosse der Leiter, übertragen auch ‚Höhepunkt‘). Aus vegetationskundlicher Sicht nennt man die sich in der Klimax einstellende Pflanzengesellschaft auch Klimaxgesellschaft (Wälder betreffend auch Schlusswaldgesellschaft). Bei sehr langen Sukzessionsfolgen (auf Lavaböden bis zu 2000 Jahre) sind Klimaveränderungen zu erwarten, die zu neuen Klimaxzuständen führen. Ebenfalls beeinflussen menschliche Aktivitäten (z. B. Neobiota, Bodenabtragungen, Land- und Forstwirtschaft) die Entwicklung. Unabhängig davon strebt die Natur jedoch immer zu einem optimalen Zustand, bei dem dauerhaft die größtmögliche Primärproduktion stattfinden kann.

## Bestimmende Faktoren der Klimaxvegetation

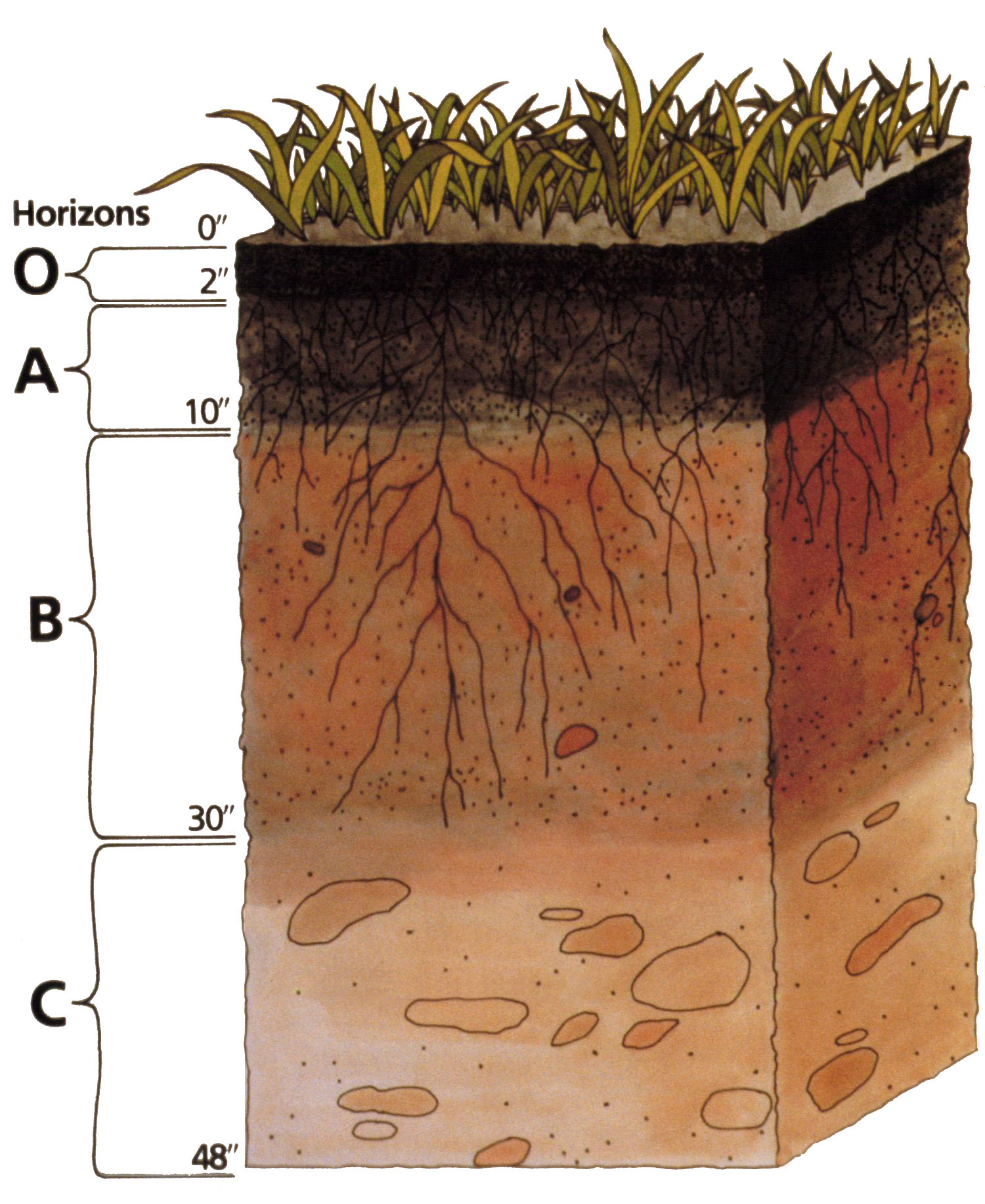
Der Boden ist ein wesentlicher Faktor, der von der Vegetation selbst im Laufe der Zeit verändert wird – und langfristig zu veränderten Klimaxzuständen führt

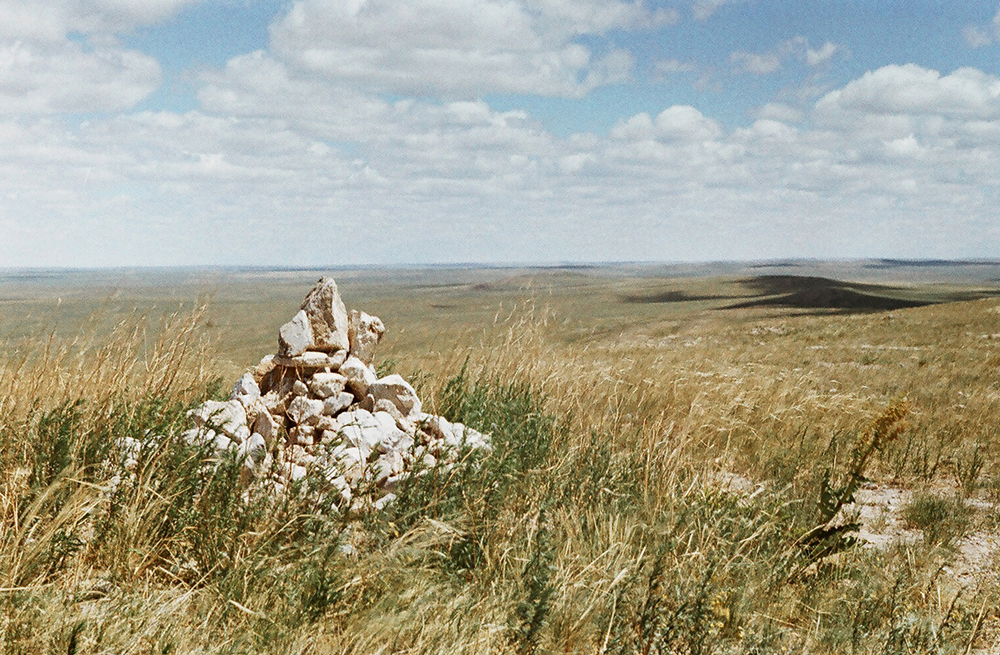
Schlussgesellschaft trocken-kalter Regionen Asiens sind baumlose Steppen (die jedoch häufig durch Beweidung verändert sind)

Die spezielle Klimaxvegetation eines bestimmten Standorts ergibt sich aus den abiotischen Standortfaktoren, insbesondere aus den Bodenfaktoren wie Bodenfeuchte und Basengehalt und dem lokalen Klima. Die Standortfaktoren selbst sind im Klimaxstadium dabei durch die Vegetation und ihre Einflüsse unter Umständen tiefgreifend überprägt und verändert worden. Beispielsweise können die ursprünglich offenen, rohen Böden, die vor allem durch die Eigenschaften des Ausgangsgesteins bestimmt waren, nun eine mächtige Humusauflage aufweisen. Dieser Humus erhöht das Speichervermögen für Wasser und Nährstoffe. Kalk- und basenreiche Böden sind im Klimaxstadium durch die auslaugende Wirkung des Regens (zumindest im humiden Mitteleuropa) in Richtung saure Böden verschoben. Es besteht daher eine natürliche Tendenz, dass in der Klimaxvegetation die ursprünglich bestehenden Standortunterschiede nivelliert und alle Extreme abgemildert sind.
Die tatsächliche Zusammensetzung der Klimaxvegetation wird vor allem durch die Interaktion der beteiligten Tier-, Pilz- und Pflanzenarten bestimmt und geregelt. Da Zeitfaktoren (Entwicklungsalter, Einwanderung von Arten) definitionsgemäß keine Rolle mehr spielen, ist der wesentliche Vorgang, der die Zusammensetzung der Vegetation bestimmt, die Konkurrenz der Pflanzenarten untereinander. Deshalb „gewinnen“ in der Klimaxvegetation humider Klimate in der Regel Baumarten gegenüber lichtliebenden Kräutern und Sträuchern, da sie diese beschatten und dadurch verdrängen können. Koike konnte z. B. die Baumartenzusammensetzung südostasiatischer Wälder gut aus lediglich zwei Faktoren (Schattentoleranz und maximale Wuchshöhe) vorhersagen. Überall, wo Klima und Standortfaktoren Baumwuchs zulassen, bilden deshalb Wälder die Klimaxvegetation. Waldfreie Klimaxstadien finden sich, wo das Klima keinen Baumwuchs zulässt, insbesondere bei zu geringen Niederschlägen (Steppen und Wüsten) oder zu geringer Temperatur (Tundra). In Mitteleuropa existieren waldfreie Klimaxstadien nur bei ganz extremen Standortfaktoren. Hier ist es für Wald zu bodennass (Moore) oder zu bodentrocken/flachgründig (Felsheiden).

## Einfluss der Fauna

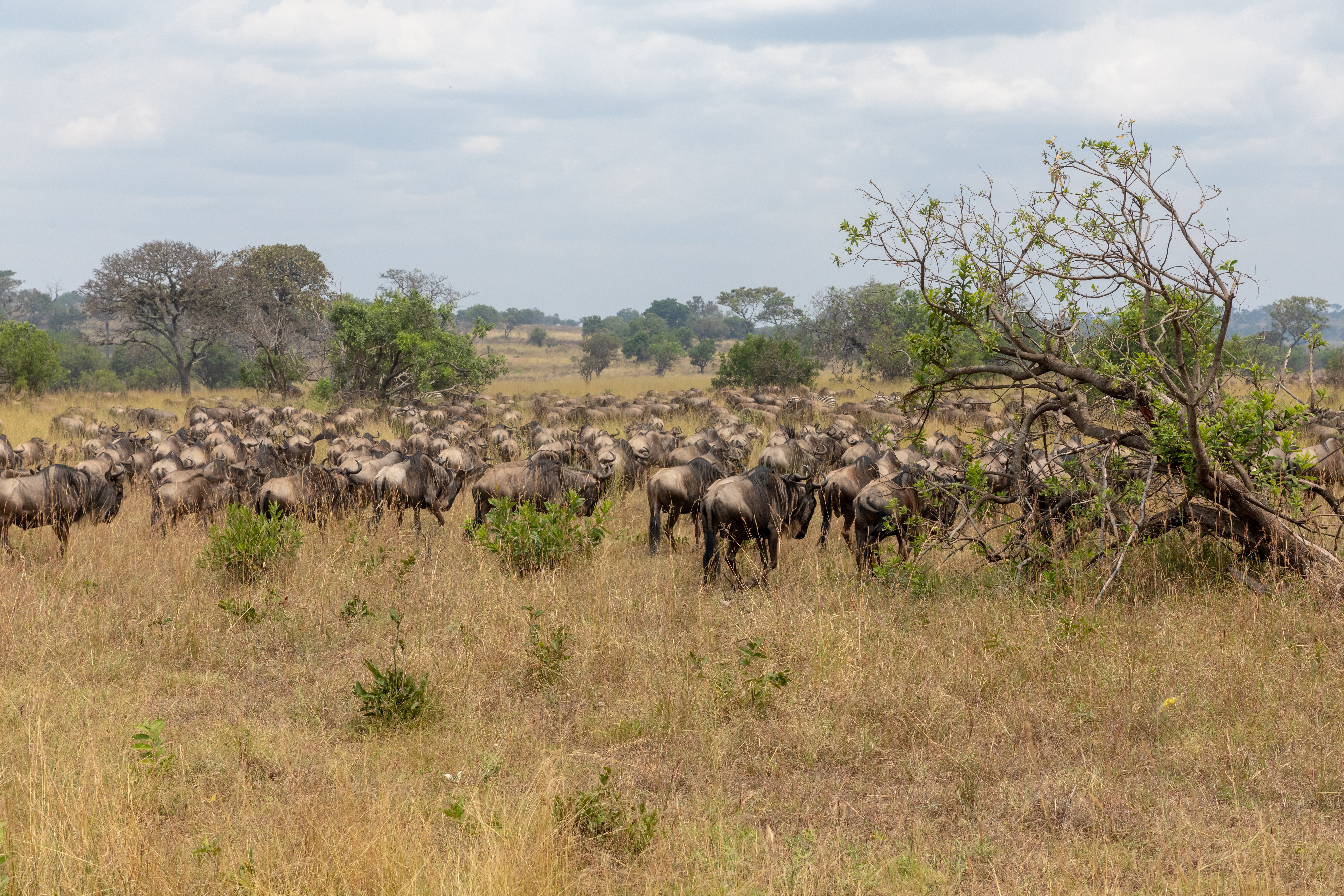
Große Gebiete Afrikas, in denen heute Savannen das Bild prägen, wären ohne die großen Tierherden Trockenwälder

Bekanntermaßen existieren Vegetationsbestände, bei denen das Fehlen oder Zurücktreten von Baumarten nicht auf den abiotischen Bedingungen, sondern auf Einflüssen der Tierwelt (v. a. der Pflanzenfresser) beruht. Dies ist z. B. für die subtropischen Grassavannen mit ihrer Huftierfauna bekannt. Auch Beispiele mit wirbellosen Tierarten sind bekannt, meist in klimatischen Grenzlagen (boreale Fichten- und Birkenwälder). Die umstrittene Megaherbivorenhypothese hält den Einfluss von Pflanzenfressern in den Zwischenwarmzeiten auch in Mitteleuropa für so groß, dass sie große, zusammenhängende und homogene Waldgebiete für nicht wahrscheinlich hält. Der Einfluss der Phytophagen wird in der Vegetationskunde häufig vernachlässigt oder ausgeblendet und wird bei der traditionellen Definition der Klimaxvegetation nicht berücksichtigt (v. a. weil die beteiligten Wissenschaftler ihn in der Regel als vernachlässigbar gering ansahen).

## Eigenschaften der Klimaxvegetation

### Biomasse
Klimaxstadien der Vegetation sind nach verbreiteter Auffassung Pflanzengesellschaften mit größtmöglicher Produktion an Biomasse; nach den theoretischen Grundprinzipien der Ökologie strebt die Sukzession nach der effektivsten Ausnutzung der Ressourcen. Die theoretische Vorhersage wurde in einem intensiv untersuchten Ökosystem (dem Buchenwald des Solling-Projekts) bestätigt. Bei Erreichung des Klimaxzustandes hat sich ein selbstregulatorisches System entwickelt, das bei unveränderten äußeren Einflüssen stabil bleibt, also keine größeren Veränderungen in der Zusammensetzung der Biozönose zulässt (Fließgleichgewicht und „Ökologisches Gleichgewicht“).

### Artenzahl
Bezüglich der Artenzahl im Klimaxstadium existieren unterschiedliche Auffassungen. Üblicherweise sind die Klimaxwälder ärmer an Pflanzenarten als manche Pioniergesellschaften oder „halbnatürliche“ Kulturformationen am gleichen Standort (z. B. Magerrasen). Dies ist durch die besondere Bedeutung des Faktors Konkurrenz erklärbar: Unter bestimmten Umweltbedingungen ist immer eine Art allen anderen konkurrenzüberlegen und kann sie vom Standort verdrängen. Dadurch können als Klimaxstadium sogar „natürliche Monokulturen“ entstehen, z. B. Schilfröhrichte oder unterwuchsfreie Buchenwälder. Untersuchungen der Tierwelt haben gezeigt, dass unter Umständen die Zahl der Tierarten auch dann weiter ansteigen kann, wenn die Zahl der Pflanzenarten abnimmt. Meistens nimmt man aber an, dass nicht die Klimaxvegetation, sondern ein „mittleres“ Sukzessionsstadium am artenreichsten ist.

## Klimaxvegetation in Mitteleuropa

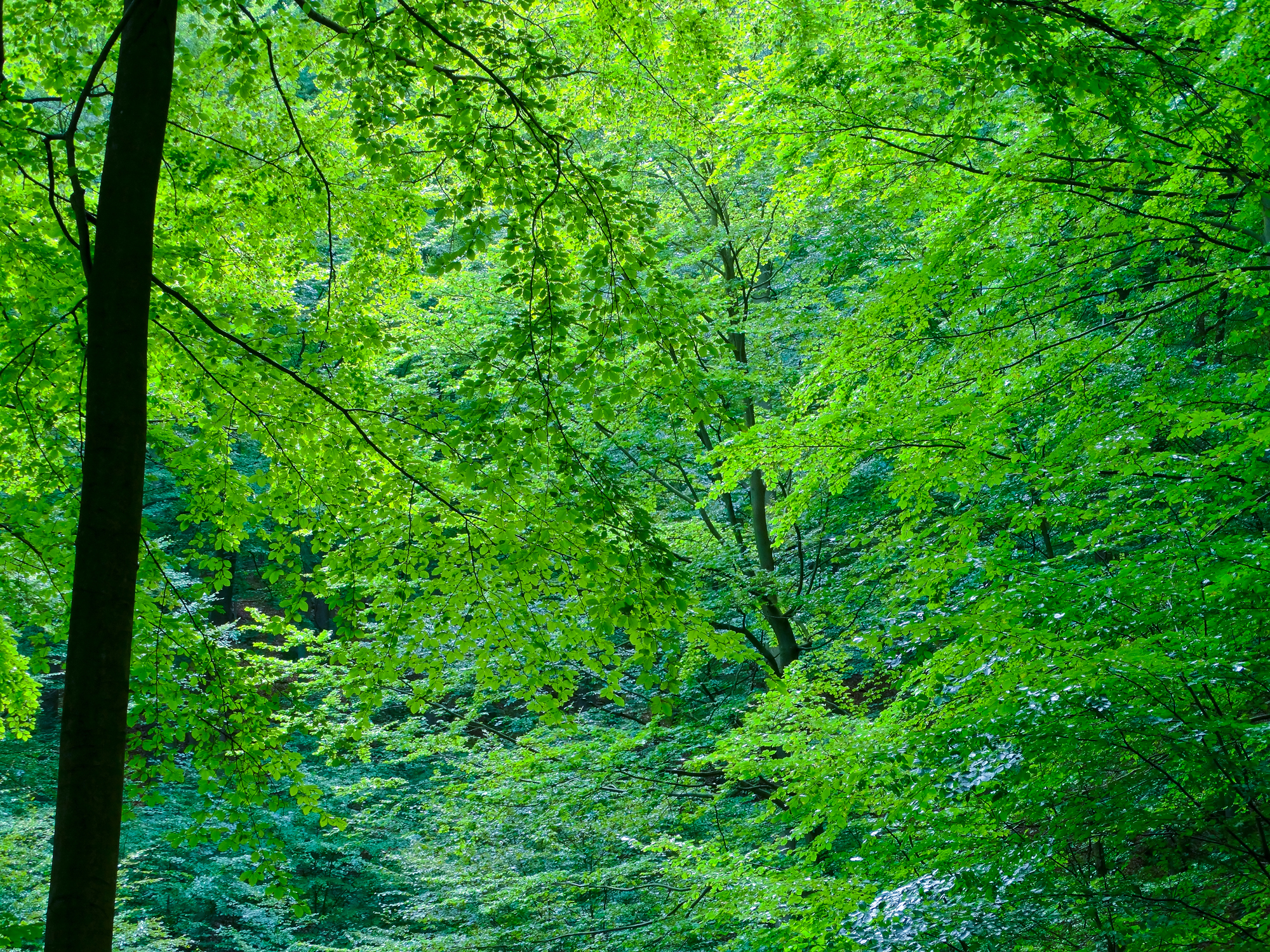
Die mit Abstand größte Schlusswaldgesellschaft Mitteleuropas ist der Buchenwald (Beispiel aus dem Nationalpark Kellerwald). Die Globale Erwärmung wird dies sehr wahrscheinlich ändern.

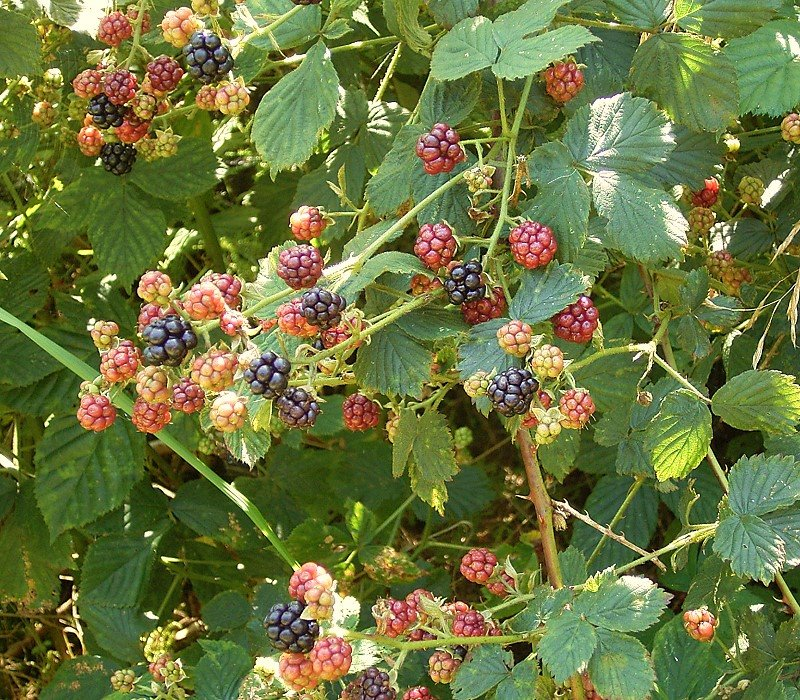
Eine typische Pionierpflanze Mitteleuropas ist die Brombeere. Im Klimaxwald findet sie kaum noch passende Standorte

Aufgrund des großklimatischen Einflusses weiter Teile Mitteleuropas (euozeanisch bis subkontinental) wären die Schlusswaldgesellschaften wesentlich durch die Rotbuche als Bestandsbildner geprägt. Die am weitesten verbreitete Klimaxvegetation Mitteleuropas wären die Buchenwälder. Auf sehr armen Sandböden wären stattdessen Eichenwälder und Eichenmischwälder weiter verbreitet, im östlichen Mitteleuropa auch Kiefernwälder. Auf sehr basenreichen Böden sind es Wälder der „Edellaubhölzer“ (Eschen, Ahornarten, Lindenarten), meist gemischt mit Buche. In den höheren Gebirgslagen (meist über 1000 m) bilden Nadelwälder aus Tanne und Fichte die Klimaxvegetation (siehe auch: Waldgesellschaften Mitteleuropas). Meist wird davon ausgegangen, dass trotz des menschlichen Einflusses  naturnäher bewirtschaftete Wirtschaftswälder der Klimaxvegetation bereits sehr nahekommen, zumindest was die Pflanzenarten angeht.

## Begriffsverwendung, Kritik
Die Verwendung des Klimaxbegriffs in der Vegetationskunde in seiner heutigen Form geht auf den amerikanischen Botaniker Frederic Edward Clements zurück. Clements’ Konzept zufolge gibt es für jede Klimazone nur eine Klimaxvegetation („Monoklimax“). Er verstand diese Vegetationseinheiten als hochgradig organisierte organismen-ähnliche Individuen mit einer individuellen Geschichte von Werden und Vergehen, die mindestens Jahrtausende überspannt. Damit ist der Klimaxbegriff ideengeschichtlich auf das organizistische und konservative Weltbild bezogen. Auf diesen ideengeschichtlichen Bezug reagieren viele Wissenschaftler damit, dass sie den Begriff der Klimax vermeiden und ihn durch neutralere Umschreibungen oder Wortneuschöpfungen ersetzen. Modernisierte Fassungen des Klimaxbegriffs werden aber in der Wissenschaft bis heute verwendet, vor allem im Zusammenhang mit dem Sukzessionsbegriff. Wichtig ist auch die Gegenüberstellung von „Pionierarten“ und „Klimaxarten“ mit jeweils eigenen Eigenschaften. In der Clementsschen Urfassung ist der Begriff nur noch von historischem Interesse.
Bezüglich der Begriffsverwendung ist zu beachten, dass es sich bei der Klimaxvegetation keineswegs um einen Endzustand in geologischen Zeiträumen handelt, sondern vielmehr um aus menschlicher Sicht sehr lange Zeiträume. Bereits aus der ursprünglichen Verwendung ging klar hervor, dass sich die Klimaxvegetation infolge von Klimawandel verändert.
Wichtig ist es auch, zu beachten, dass für die Bestimmung der Klimaxvegetation (als theoretischer Referenzzustand) zahlreiche dynamische Faktoren ausgeblendet werden; dies gilt z. T. auch für natürlich wirkende Faktoren. In Bezug auf den Klimaxzustand sind alle dynamischen Faktoren als „Störung“ definierbar. Auch in natürlichen Ökosystemen sind aber zahllose Tier- und Pflanzenarten (z. B. alle Pionierarten) auf die Einwirkung solcher „Störungen“ für ihr Überleben angewiesen. 
Inwieweit das Klimaxstadium selbst Dynamik aufweisen kann und durch dynamische Vorgänge mitgeprägt werden kann, ist in der Forschung umstritten. Das Mosaik-Zyklus-Konzept geht z. B. von einer fortwährenden, nicht linearen Entwicklung von Ökosystemen in unterschiedlichen Teilräumen aus. Diese sich zyklisch wiederholenden Zustände würden insgesamt den Klimaxzustand bilden.

## Verhältnis zur Schlussgesellschaft
Im Rahmen des Konzepts der potenziellen natürlichen Vegetation wird für die höchstentwickelte Pflanzengesellschaft eines Standorts der Ausdruck „Schlussgesellschaft“ verwendet, der dem Begriff der Klimaxvegetation sehr verwandt ist. Wesentlicher Unterschied ist die standortverändernde Wirkung der Sukzession, die für die Schlussgesellschaft nicht berücksichtigt wird.